# Regioni cilene per indice di sviluppo umano
     > 0,800
     0,700 – 0,800
     No data

Mappa del Cile per HDI nel 2017.
> 0,800
0,700 – 0,800
No data

Questa è una lista di regioni cilene per indice di sviluppo umano del 2017.
| Posizione        | Regione                                                     | HDI 2017 | Comparabile a  |
| ---------------- | ----------------------------------------------------------- | -------- | -------------- |
| 1                | Regione Metropolitana di Santiago                           | 0,874    | Estonia        |
| 2                | Regione di Tarapacá (incluso Regione di Arica e Parinacota) | 0,871    | Estonia        |
| 3                | Regione di Antofagasta                                      | 0,867    | Cipro          |
| 4                | Regione di Valparaíso                                       | 0,856    | Qatar          |
| 5                | Regione di Magellano e dell'Antartide Cilena                | 0,852    | Arabia Saudita |
| 6                | Regione di Atacama                                          | 0,844    | Bahrein        |
| –                | Cile (media)                                                | 0,842    | Bahrein        |
| 7                | Regione di Coquimbo                                         | 0,821    | Oman           |
| 8                | Regione del Bío Bío                                         | 0,817    | Russia         |
| 9                | Regione del Libertador General Bernardo O'Higgins           | 0,811    | Romania        |
| 10               | Regione di Aysén                                            | 0,795    | Costa Rica     |
| 11               | Regione di Los Lagos (incluso Regione di Los Ríos)          | 0,790    | Mauritius      |
| 12               | Regione dell'Araucanía                                      | 0,781    | Georgia        |
| 12               | Regione del Maule                                           | 0,781    | Georgia        |
| Regione di Ñuble | Regione di Ñuble                                            | no data  | no data        |